# Saint-André-de-Boëge
Saint-André-de-Boëge é uma comuna francesa na região administrativa de Auvérnia-Ródano-Alpes, no departamento da Alta Saboia. Estende-se por uma área de 12.6 km². Em 2010 a comuna tinha 569 habitantes (densidade: 45,2 hab./km²).